# Gregg Turkington
Gregg Turkington (Darwin, 1967. november 25. –) ausztrál születésű amerikai színész, zenész és író.
Legismertebb alakítása Neil Hamburger számos filmben és sorozatban. A Hangya című filmben is szerepelt.

## Pályafutása
2003 óta több filmben és sorozatban is Neil Hamburger alakította. 2015-ben A Hangya című sorozatban szerepelt. Még ebben az évben szerepelt a CSI: A helyszínelők című sorozatban. 2022-ben a Cursed Films című sorozatban szerepelt.

## Magánélete
Darwinban született amerikai szülők gyermekeként, és Tempe-ben, valamint San Franciscoban nőtt fel. Feleségével, Simone Turkingtonnal Los Angelesben él. Vegetáriánus.

## Filmográfia

### Filmek
| Év   | Magyar cím                          | Eredeti cím                                       | Szerep         | Magyar hang    |
| ---- | ----------------------------------- | ------------------------------------------------- | -------------- | -------------- |
| 1993 |                                     | Terminal USA                                      | Six            |                |
| 2003 |                                     | Neil Hamburger Live at the Phoenix Greyhound Park | Neil Hamburger |                |
| 2006 |                                     | The Amazing Adventures of Pleaseeasaur            | Neil Hamburger |                |
| 2006 | Tenacious D, avagy a kerek rockerek | Tenacious D in The Pick of Destiny                | Neil Hamburger |                |
| 2009 |                                     | Coco Lipshitz: Behind the Laughter                | Neil Hamburger |                |
| 2010 |                                     | The Great Intervention                            | Josh (hang)    |                |
| 2012 |                                     | The Comedy                                        | Bobby          |                |
| 2014 |                                     | Hamlet A.D.D.                                     | Osric          |                |
| 2014 |                                     | The Begun of Tigtone                              | Cave Demon     |                |
| 2015 | A Hangya                            | Ant-Man                                           | Dale           | Fesztbaum Béla |
| 2015 |                                     | Entertainment                                     | komikus        |                |
| 2018 | Egy hiábavaló és ostoba gesztus     | A Futile and Stupid Gesture                       | Hirdető        |                |
| 2019 |                                     | Mister America                                    | önmaga         |                |
| 2023 | A Hangya és a Darázs: Kvantumánia   | Ant-Man and the Wasp: Quantumania                 | Dale           | Fesztbaum Béla |
| 2023 |                                     | Fremont                                           | Dr. Anthony    |                |

### Televíziós szerepek
| Év        | Magyar cím                   | Eredeti cím                             | Szerep                                       | Megjegyzések |
| --------- | ---------------------------- | --------------------------------------- | -------------------------------------------- | ------------ |
| 2007–2008 |                              | Tim and Eric Awesome Show, Great Job!   | Tojás srác / Neil Hamburger                  | 2 epizód     |
| 2008      |                              | Tim and Eric Awesome Show, Great Job!   | Neil Hamburger                               | 1 epizód     |
| 2009      |                              | Free Radio                              | Neil Hamburger                               | 1 epizód     |
| 2009      | SpongyaBob Kockanadrág       | SpongeBob SquarePants                   | Kamerás (hang)                               | 1 epizód     |
| 2009–2010 | Nyomi szerencsétlen utazásai | The Marvelous Misadventures of Flapjack | különböző karakter (hang)                    | 12 epizód    |
| 2011      |                              | Aqua Teen Hunger Force                  | Wi-tri (hang)                                | 1. epizód    |
| 2012–2016 | Rejtélyek városkája          | Gravity Falls                           | Toby Determined                              | 16 epizód    |
| 2012      |                              | Pick-a-Split                            | önmaga                                       | műsorvezető  |
| 2012      | Kalandra fel!                | Adventure Time                          | Chipler / Shrub (hang)                       | 2 epizód     |
| 2013      |                              | Think Talk                              | Neil Hamburger                               | 1 epizód     |
| 2014      |                              | Tom Green Live!                         | Neil Hamburger                               | 1 epizód     |
| 2014      |                              | Comedy Bang! Bang!                      | Részeg ember                                 | 1 epizód     |
| 2014–2020 |                              | Decker                                  | különböző karakter                           | 48 epizód    |
| 2015      | Sanjay és Craig              | Sanjay and Craig                        | D.I.N.K. (hang)                              | 1 epizód     |
| 2015      | CSI: A helyszínelők          | CSI: Crime Scene Investigation          | Lawrence Territo                             | 1 epizód     |
| 2017      | Clarence                     | Clarence                                | Greg / Apa / Punk (hang)                     | 1 epizód     |
| 2017      |                              | Too Loud                                | Miz Abbott                                   | 5 epizód     |
| 2019      |                              | Tigtone                                 | Vérkirály / Tűzkirály / Árnyék király (hang) | 1 epizód     |
| 2022      |                              | Cursed Films                            | önmaga                                       | 1 epizód     |